# Oliver Knoerich
Oliver Knoerich (* 14. Mai 1971 in Washington, D.C.) ist ein deutscher Diplomat. Er ist seit 2024 Botschafter in Madagaskar.

## Werdegang
Knoerich legte 1990 das Abitur ab. Er studierte Rechtswissenschaft in Bonn, Lausanne und Freiburg im Breisgau. 1995 legte er das erste juristische Staatsexamen ab. Von 1995 bis 1996 war er für die Europäische Kommission in Brüssel tätig. Von 1996 bis 1998 absolvierte er den juristischen Vorbereitungsdienst beim Land Baden-Württemberg. 1998 legte er das zweite juristische Staatsexamen ab. 1999 erhielt er das Diplom „International Relations“ von der Johns Hopkins University in Bologna. Von 1999 bis 2001 war er als parlamentarischer Assistent im Europäischen Parlament in Brüssel tätig.
Von 2001 bis 2002 absolvierte Knoerich den Vorbereitungsdienst für den höheren Auswärtigen Dienst. Von 2002 bis 2005 war er in der Zentrale des Auswärtigen Amts in Berlin tätig. Von 2005 bis 2007 absolvierte er einen Auslandseinsatz an der Botschaft in Ankara. Daraufhin war er von 2007 bis 2010 im Generalsekretariat des Rates der Europäischen Union in Brüssel beschäftigt. Von 2011 bis 2012 folgte ein Einsatz beim Europäischen Auswärtigen Dienst in Brüssel. Anschließend war er von 2012 bis 2014 stellvertretender Leiter des Referats „Mittlerer Osten, Arabische Halbinsel“ im Auswärtigen Amt. Von 2014 bis 2016 leitete er den Stab Iran im Auswärtigen Amt in Berlin. Von 2016 bis 2020 war er Abteilungsleiter Wirtschaft und Globale Fragen an der Botschaft in Mexiko-Stadt. Daraufhin kehrte er ins Auswärtige Amt in Berlin zurück und leitete von 2020 bis 2024 das Referat „Grundsatzfragen Wirtschaft, Internationale Handels- und Finanzpolitik, G20/G7“.
Im Jahr 2024 wurde Knoerich als Nachfolger von Michael Häusler Botschafter in Madagaskar und Leiter der Botschaft in Antananarivo. Als solcher ist er zudem in Mauritius nebenakkrediert.
Knoerich ist verheiratet und hat zwei Kinder.